# Isabella megye
Isabella megye az Amerikai Egyesült Államokban, azon belül Michigan államban található. Megyeszékhelye és legnagyobb városa Mount Pleasant. Lakosainak száma 64 394 fő (2020. április 1.). Isabella megye Clare, Mecosta, Osceola, Gladwin, Midland, Montcalm és Gratiot megyékkel határos.

## Népesség
A megye népességének változása:
| Lakosok száma | 70 311 | 70 621 | 70 604 | 70 436 | 70 698 | 64 394 |
|               | 2010   | 2011   | 2012   | 2013   | 2015   | 2020   |

## Érdekesség
Ebben a megyében él és praktizál Dr. Jan Pol holland születésű állatorvos, aki a vele készült műsor, a Dr. Pol állatklinikája címszereplője.